# Maine Shore Line Railroad
Die Maine Shore Line Railroad ist eine ehemalige Eisenbahngesellschaft in Maine (Vereinigte Staaten). Sie wurde am 4. März 1881 gegründet. Die einzige Strecke war 67,1 Kilometer lang und führte von Bangor nach Mount Desert Ferry. Als Spurweite wählte man die Normalspur (1435 mm). Am 16. Juli 1883 wurde die Gesellschaft durch die Maine Central Railroad gepachtet und am 22. Oktober 1888 endgültig aufgekauft. Die Strecke ist mittlerweile bis auf einen kurzen Güteranschluss bei Bangor stillgelegt.